# Deutsche Cadre-71/2-Meisterschaft 1964/65

Veranstaltungsort: Münster

Die Deutsche Cadre-71/2-Meisterschaft 1964/65 ist eine Billard-Turnierserie und fand vom 16. bis zum 17. Januar 1965 in Münster zum 18. Mal statt.

## Geschichte
Ohne in große Schwierigkeiten zu geraten, gewann der Düsseldorfer Siegfried Spielmann überlegen seine zweite Deutsche Meisterschaft im Cadre 71/2. Sehr gut präsentierte sich auch der Essener Norbert Witte, der den zweiten Platz belegte. In der Partie gegen den erst 21-jährigen Dieter Müller, der diese Disziplin im Karambolsport in den nächsten Jahren national wie international beherrschen sollte, spielte er sein bestes Match mit zwei Turnierrekorden. Den dritten Platz sicherte sich der Kölner Altmeister Josef Bolz. Für den Titelverteidiger Joachim Eiter reichte es in seinem Münsteraner Billardcasino nur zum fünften Platz.

## Modus
Es wurde im Round-Robin-Modus bis 300 Punkte gespielt.
Die Endplatzierung ergab sich aus folgenden Kriterien:
1. Matchpunkte
2. Generaldurchschnitt (GD)
3. Bester Einzeldurchschnitt (BED)
4. Höchstserie (HS)

## Teilnehmer (alphabetisch)
1. Joachim Eiter (Billardgesellschaft Münster 1914) (Titelverteidiger)
2. Josef Bolz (Billardsportclub 1934 Köln-Nippes)
3. Ewald Kajan (Homberger Billard-Club 1957)
4. Dieter Müller (Berliner Billardfreunde 1921)
5. Siegfried Spielmann (Düsseldorfer Billardfreunde 1954)
6. Norbert Witte (BC Borbeck 60)

### Abschlusstabelle
| Klassement                 | Klassement          | Klassement | Klassement | Klassement | Klassement | Klassement | Klassement | Klassement |
| Platz                      | Name                | MP         | Pkte.      | Aufn.      | GD         | BED        | HS         |            |
| -------------------------- | ------------------- | ---------- | ---------- | ---------- | ---------- | ---------- | ---------- | ---------- |
| 1                          | Siegfried Spielmann | 10:0       | 1500       | 102        | 14,70      | 17,64      | 102        |            |
| 2                          | Norbert Witte       | 8:2        | 1416       | 110        | 12,87      | 27,27      | 168        |            |
| 3                          | Josef Bolz          | 6:4        | 1383       | 153        | 9,03       | 10,71      | 51         |            |
| 4                          | Ewald Kajan         | 4:6        | 1258       | 130        | 9,67       | 13,63      | 50         |            |
| 5                          | Joachim Eiter       | 2:8        | 1267       | 145        | 8,73       | 12,00      | 55         |            |
| 6                          | Dieter Müller       | 0:10       | 900        | 130        | 6,92       | –          | 71         |            |
| Turnierdurchschnitt: 10,03 |                     |            |            |            |            |            |            |            |